# Boswellia
Boswellia é um género botânico pertencente à família Burseraceae.

## Espécies
- Boswellia ameero
- Boswellia bullata
- Boswellia dalzielii
- Boswellia dioscorides
- Boswellia elongata
- Boswellia frereana Birdw.[1]
- Boswellia nana
- Boswellia neglecta S. Moore[1]
- Boswellia ogadensis
- Boswellia pirottae
- Boswellia papyrifera[1]
- Boswellia popoviana
- Boswellia rivae
- Boswellia sacra Flueck. syn. Boswellia carteri Birdw.[1]
- Boswellia serrata Roxb. ex-Colebr.[1]
- Boswellia socotrana Balf. f.[1]